# Nobuko, principessa Asaka
Nobuko Asaka, (in giapponese: 鳩彦王妃允子内親王 Yasuhiko Ōhi Nobuko Naishinnō), nata Nobuko, Principessa Fumi  (in giapponese: 富美宮允子内親王 Fumi-no-miya Nobuko Naishinnō) (Tokyo, 7 agosto 1891 – Tokyo, 3 novembre 1933), è stata una principessa giapponese, figlia dell'Imperatore Meiji e della sua concubina Sono Sachiko.

## Biografia
Nobuko nacque a Tokyo il 7 agosto 1891, figlia dell'Imperatore Meiji e della sua concubina Sono Sachiko. Il suo appellativo nell'infanzia fu Principessa Fumi (Fumi no Miya).
Il suo futuro marito, il principe Yasuhiko Asaka, era l'ottavo figlio del principe Kuni Asahiko e della dama di corte Tsunoda Sugako. Il principe Yasuhiko fu anche fratellastro dei principi Naruhiko Higashikuni, Nashimoto Morimasa, Kaya Kuninori e Kuni Kuniyoshi, quest'ultimo padre della futura imperatrice Kōjun, moglie dell'imperatore Hirohito. Il 10 marzo 1906, l'imperatore Meiji concesse al principe Yasuhiko il titolo di Asaka-no-Miya e l'autorizzazione ad iniziare un nuovo ramo della famiglia imperiale. Il 6 maggio 1909, Asaka sposò la principessa Fumi. I due ebbero quattro figli:
- Principessa Kikuko Asaka (紀久子 ?, 12 settembre 1911 - 12 febbraio 1989); sposò nel 1931 il marchese Nabeshima Naoyasu;
- Principe Asaka Takahiko (朝香孚彦 ?, 8 ottobre 1913 - 5 maggio 1994); sposò Todo Chikako, quinta figlia del conte Todo Takatsugu. Ebbero due figlie, Fukuko e Minoko e un figlio Tomohiko;
- Principe Asaka Tadahito (朝香正彦 ?, 4 gennaio 1914 - gennaio 1944), rinunciò all'appartenenza alla famiglia imperiale e fu creato marchese Otowa nel 1936. Rimase ucciso in azione durante la battaglia di Kwajalein;
- Principessa Kiyoko Asaka (湛子 ?, nata il 2 agosto 1919); sposata con il conte Ogyu Yoshiatsu.

Morì il 3 novembre 1933 all'età di 42 anni.